# Puce (typographie)
Ne doit pas être confondu avec point médian.
Pour les articles homonymes, voir puce.
La puce ‹ • › est un symbole typographique qui structure ou met en valeur des énumérations comme le tiret. Elle est également utilisée comme signe pour marquer la fin d’un article. La puce prend le plus souvent la forme d’un point épais. Il est aussi possible d'utiliser n'importe quel bloc Unicode en tant que puce (voir exemples plus bas) tant que celui-ci s'intègre au texte.

## Usage
En typographie anglo-saxonne, on place la puce en début de ligne pour introduire chaque élément de la liste. Exemple :
La France possède des territoires dans :
• la Méditerranée ;
• la Manche ;
• la mer du Nord ;
• l’océan Atlantique : Martinique, Guadeloupe, Saint-Barthélemy, Saint-Martin, Saint-Pierre-et-Miquelon ;
• l’océan Pacifique : Nouvelle-Calédonie, Polynésie française, Wallis-et-Futuna, Clipperton ;
• l’océan Indien : Mayotte, Réunion, îles Bassas-da-India, Europa et Juan-de-Nova, île Tromelin, îles Glorieuses, îles Kerguelen.
Le tiret demi-cadratin et le tiret cadratin sont également employés de la même façon en typographie française.

## Ponctuation
En Suisse, on applique les mêmes règles qu'en français et qu'en allemand, à savoir qu'une puce, en tant que signe de ponctuation, est considérée comme n'étant syntaxiquement pas présente. Dans une énumération, on veillera donc à ne pas oublier de ponctuer la fin de chaque élément de manière appropriée (généralement avec un point-virgule pour tous les éléments sauf le dernier, celui-ci étant suivi d'un point indiquant que l'énumération s'achève là), comme dans l'exemple du dessus « La France possède des territoires dans la Méditerranée ; la Manche ; la mer du Nord [...] ».

## Unicode
En Unicode, la puce typographique correspond au point de code 0x2022 (soit •); en HTML, les entités &bull; et &#x2022; sont utilisées.

## Saisie au clavier
Sur Microsoft Windows :
- avec la combinaison de touche Alt :
  - Alt+0149, la puce (•) apparaît en relâchant Alt

Sur macOS :
- avec la combinaison de touche Alt :
  - Alt+⇧+. , la puce (•) apparaît.